# 高雄平原

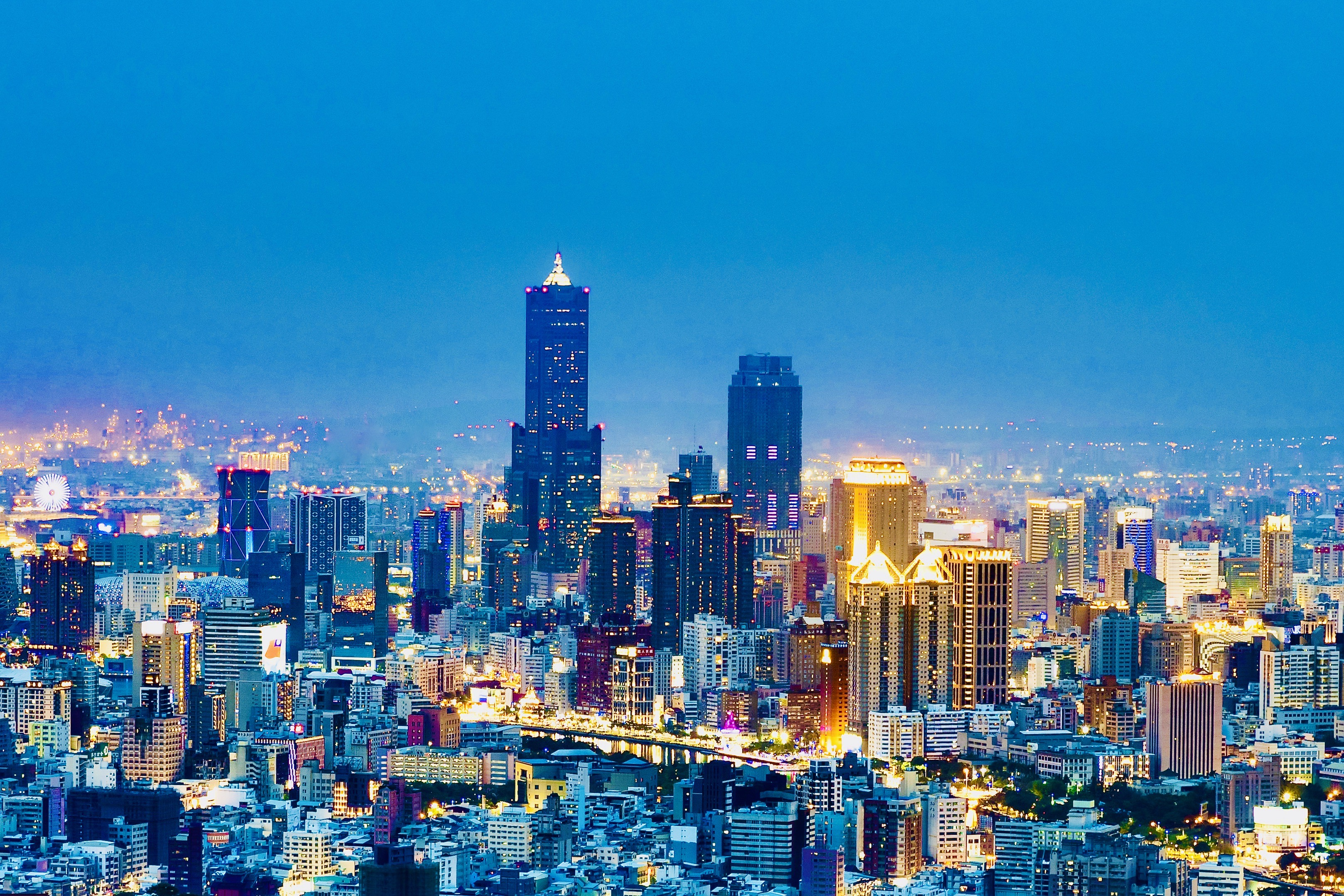
高雄市夜景。

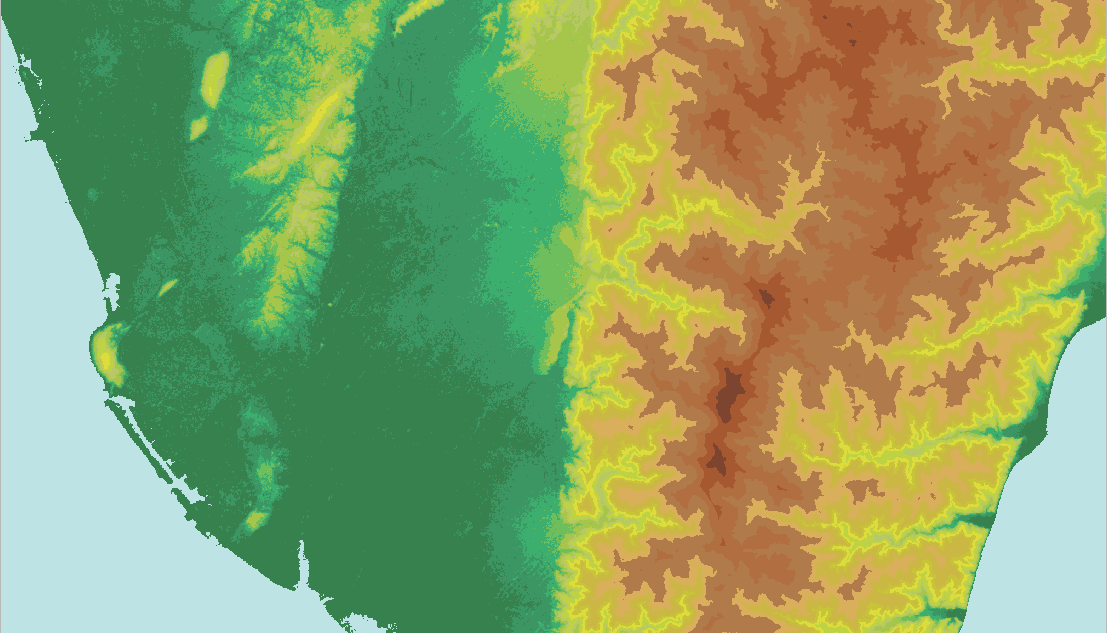
高雄平原位於嘉南平原南方（圖片西側），闢鄰屏東平原。

高雄平原為台灣島西南部的平原，也就是嘉南平原位在高雄市境內的部份，位在高雄市的西南部，南邊是屏東平原。曹公圳的灌溉系統也是位在高雄平原。

## 氣候
高雄平原全境屬於熱帶季風氣候，夏季多降水，全年温暖。

## 歷史
高雄平原在約西元前5000年因河川沖積逐漸形成，起初，這裡是馬卡道族生活的地區。17世紀起，隨著東印度公司的勞力需求，漢族移民開始陸續來到荷屬福爾摩沙下轄的高雄平原沿海一帶地區，在清領時期大量移民，多數來自福建泉州、漳州和廣東潮州。
進入日治時期後，日本殖民政府建有縱貫鐵路和糖廠。臺灣光復後，先後有中山高速公路（國道一號）、福爾摩沙高速公路（國道三號）和台灣高鐵的建設。